# 穗花报春
穗花报春（学名：Primula deflexa）为报春花科报春花属下的一个种。模式标本采自四川西部。